# Джеймс Віллард Шульц
Джеймс-Віллард Шульц (26 серпня 1859 — 11 червня 1947) — американських письменник та етнограф. Жив разом із племенами «чорноногих».

## Інші імена
Цей чоловік мав два імені. Перше — Джеймс-Віллард Шульц — він дістав у спадок від своїх англо-німецьких пращурів, які переселилися в Америку з дозволу англійської королеви ще на початку XVIII століття. Друге — Апікуні, або Біла Сорочка,— він одержав від своїх індіанських друзів, котрих усе життя вважав одноплемінниками.

## Біографія

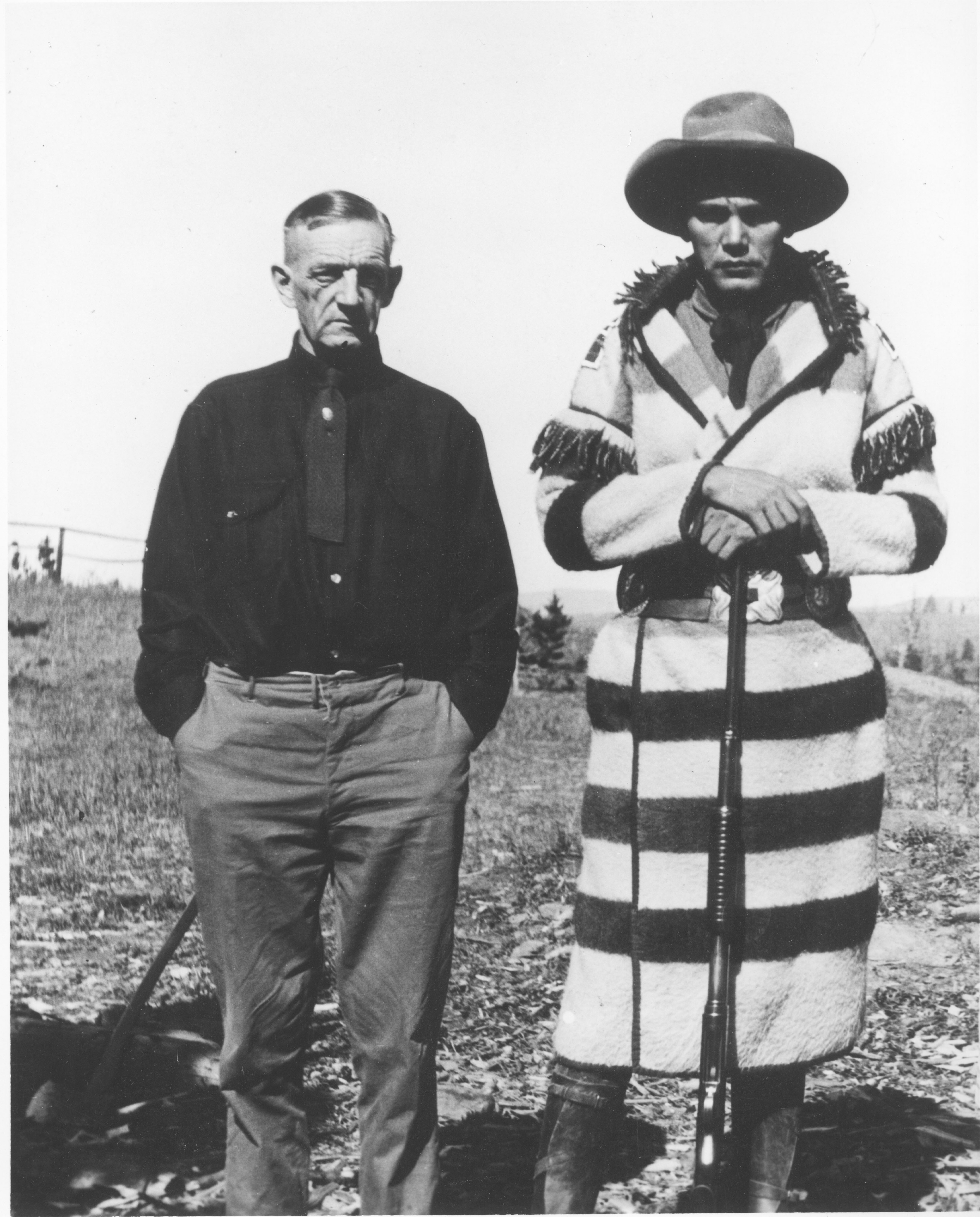
З сином Самотнім Вовком

Шульц народився в 1859 році у місті Бунвілль на півночі штату Нью-Йорк, пішов із життя в штаті Монтана, поблизу резервації індіанців племені «чорноногих».
«Непутящого» підлітка, закоханого в дике життя на природі, батьки та родичі намагалися після школи влаштувати у військову академію — але той Джеймс втікав із занять, щоб послухати оперу або погуляти лісом. Коли ж випала нагода поїхати на Захід — поїздка теж була дозволена лише на жорстких умовах, з поверненням назад. Проте повернення відбулося через довгі роки, і тоді Шульц остаточно порвав з «цивілізацією».
Перше життя Апікуні як першопрохідця Заходу, склалося так, як він хотів: у ньому були мисливство, сутички з ворожими племенами, торгівля з індіанцями, подорожі й відкриття. На перший погляд, Шульц був схожим на багатьох шукачів щастя, які сипнули на Захід, будучи не в ладах із законом або з цивілізацією.
Але тут же починаються важливі відмінності — вони пов'язані зі своєрідністю особистості Апікуні. Йому імпонували ті, хто здавався природнішим, величнішим і простішим. Таких людей Шульц знайшов серед індіанців, а саме у племені «чорноногих», пікуні. Він не був їхнім бранцем, прийшовши до індіанців самостійно, тому що багато в чому дивився на світ їхніми очима. Він жив їхнім життям, пристрастями, пережив їхню трагедію — занепад традиційного устрою життя, загибель бізонячих стад. Він одружився з індіанкою на ім'я Нетакі й виростив із нею сина, Самотнього Вовка, згодом самобутнього скульптора. Все, про що пізніше Шульц розповів на сторінках книжок, було пережито або почуто від сусідів.

### Книги Апікуні
У книгах Шульц намагався відобразити те, що любив: неповторність місця, часу і способу життя.
За всі ці роки Апікуні набув рідкісного життєвого досвіду. Знання людей, з якими звела його доля, стало критерієм оцінки будь-якої людської особистості Люди, близькі автору, часто з'являються на сторінках його книжок. Джозеф Кіп, торговець з індіанцями, і його супутник Вставай-Вовк. А найчастіше це індіанці й напівіндіанці: мати Кіпа, донька відомого вождя майданів Матотопи, та її подруга Жінка-Кроу — обидві стали названими матерями для Апікуні, турбувалися про нього. Також в книгах фігурують вожді племені «чорноногих», воїни і товариші Шульца по полюванню і стежці війни, бо він так глибоко увійшов у життя «чорноногих», що брав участь у військових походах та інших важливих подіях їхнього життя.
І звичайно ж, Шульц досконало вивчив побут і культуру індіанців Американського Заходу: конфедерації «чорноногих», їхніх сусідів гро-вантрів («череванів»), кроу, сіу-ассінібойнів, рівнинних крі та багатьох інших. Він став досвідченим провідником по диких місцях, знавцем повадок різних звірів та їхнього середовища.

### Зміна середовища
Крах подібного способу життя став кінцем першого життя Апікуні. З багатьох причин 1901—1903 роки виявилися в його долі переломними. Зникнення бізонів, ув'язнення «чорноногих» у резервації, тоді плем'я довгий час перебувало на межі голодної смерті Все це означало розлуку із звичним оточенням письменника. До цього долучилася смерть дружини Нетакі.
Тоді ж проти Апікуні почалася судова справа: він звинувачувався в тому, що начебто брав участь у відстрілі диких тварин у заборонений сезон. І хоча через кілька років Шульца було виправдано, в той час йому довелося тікати від тюрми далеко за межі штату Монтана, міняти місце проживання, розлучитися з друзями і відчути особливо гостру самотність.
У той період важливим виявилося для Апікуні знайомство з видатним американським ученим-етнографом Джорджем Бірдом Гріннеллом. Ще в середині 1880-х років, коли той уперше приїхав у Монтану, Шульц допомагав йому як досвідчений провідник, допоміг в роботі над книжкою «Легенди з вігвамів чорноногих» (1892).

### Співпраця з Гріннеллом
Під час поїздок дикими околицями Гріннелл і Шульц складали карти нововідкритих земель, позначали географічні віхи, прикмети довколишнього пейзажу — гори, річки, льодовики — і давали їм назви. А 1902 року обидва дослідники вирішили, що для збереження природних красот на території Монтани слід створити заповідник і врешті-решт домоглися створення Національного парку Глесір. Пам'ять про засновників увічнена в його природних віхах: там є гора Апікуні, пік Гріннелл і льодовик Чорноногих.
Гріннелл допоміг Апікуні зробити перші кроки у його другому житті: в кар'єрі письменника, пропагандиста індіанської культури, захисника індіанських прав. Він помітив у Шульца талант оповідача й допоміг його розвинути. Так з'явилася перша книжка Апікуні «Моє життя серед індіанців».
Авторові було вже під п'ятдесят, однак попереду його очікував напружений творчий шлях, що завершився створенням 46 книжок. 42 з них було надруковано за життя Шульца. Все своє друге життя Апікуні мав потребу в грошах і часто хворів, страждаючи від наслідків двох тяжких падінь із переломами. Тому писати його примушувало не тільки бажання пережити заново роки молодості, хоч і це було важливо. Розквіт слави письменника припадав на середину 1920-х років. Вже тоді особливою популярністю він користувався у молоді. Апікуні любив запрошувати додому дітей, членів скаутської організації, заснованої ним раніше у Каліфорнії. Вони розводили у нього вдома «вогнище ради» і були найвідданішими його читачами.
Через усі твори Апікуні виразно проходить автобіографічна канва. Вона визначала тональність і зміст книжки «Мов життя серед індіанців», багатьох оповідань. Найчастіше Апікуні писав не про себе, а про те, що його оточувало. Тому в його книжках підкреслюється краєзнавча спрямованість: історії, присвячені білим фронтирсменам, торговцям, індіанцям; книжки, статті, нариси про природу Монтани та інших країв.
І все ж головне місце в творчості Апікуні належить індіанській темі. Це — цілий світ, і всередині великої теми є чимало різновидів. Однак улюбленою формою розповіді для Апікуні була історія життя якої-небудь видатної особистості. Такими є найкращі з його книжок: «Ловець орлів», «Син племені навахів», «Заманювач бізонів» та інші. Шульца передусім цікавить людина; не тільки ланцюг яскравих переживань і пригод, що значні самі по собі, а шлях становлення особистості. Одним з найулюбленіших оповідачів у його книжках був старий на ім'я Червоні Крила — родич дружини Шульца, Нетакі.
Ті, кому пощастило ознайомитися з історіями Джеймса Вілларда Шульца, відчули атмосферу його прози: щиру й довірливу, просту й патетичну — при всьому драматизмі, що вирішує людську долю. Простота і велич — ключові слова для розповіді Шульца, про що б він не писав. Про індіанців він говорить так само, як про білих,— з тією лише різницею, що їм, через захоплення автора, приділено незрівнянно більше уваги.

## Естетика романів
Заглибленість автора у світ індіанців створює інколи враження, ніби Шульц поділяв індіанські вірування та звичаї, але насправді це не зовсім так. Багато що Шульц запозичив у своїх індіанських друзів: жестову мову, способи виживання в суворих умовах, погляд на світ, індіанську етику, а певною мірою — і віру в їх винятковість. Проте устами персонажів він нагадує: «Апікуні не вірить у забобони, у віщі сни та духи», сперечається і навіть підсміюється з них. Але ніколи не дозволить собі образити, висміяти почуття індіанців — навпаки, скрізь, де трапиться нагода, неодмінно повчиться у них, розповість народну мудрість, індіанську легенду про створення світу, про древніх героїв або витоки племен. І одразу виявляється, як глибоко легенда пов'язана з життям — вона допомагає зрозуміти життя.
Можливо, саме ці секрети прози Апікуні визначили третє його життя: посмертну долю книжок, славу імені Видання творів Шульца широко розійшлися по світу. Невидане за життя побачило світ (дві книжки вийшли в науковій серії «Цивілізація американських індіанців», що виходить в Оклахомі). Шанувальниками Апікуні було доопрацьовано за його записами навіть останній незакінчений роман «Військова сорочка Ведмежого Вождя» (1983). Через тридцять років після смерті письменника на його другій батьківщині, в містечку Браунінг, штат Монтана, виникло Товариство Джеймса Вілларда Шульца, зі своїм друкованим органом — «Шеган сторітеллер», яке відає збереженням його спадщини.

## Творчий доробок

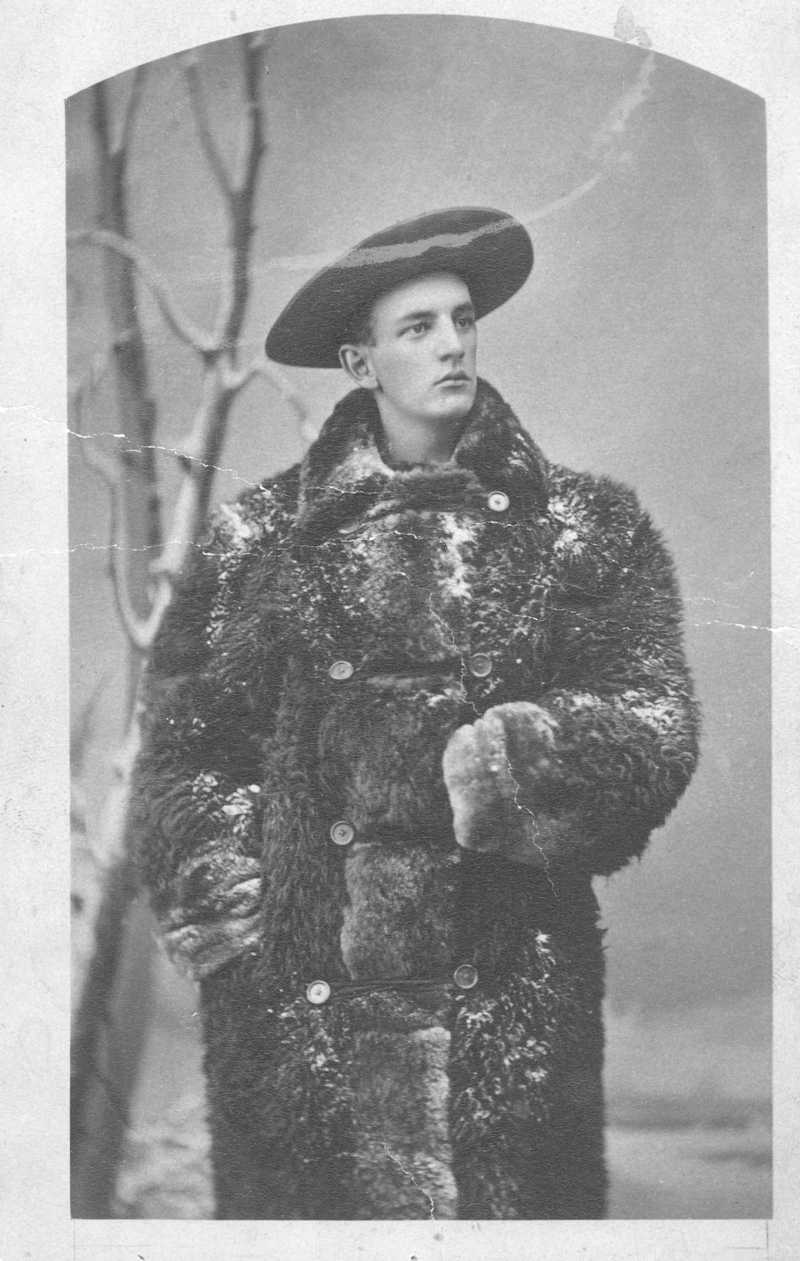

Повість «Заманювач бізонів» (1916) примітна не тільки авантюрною інтригою. Це — поширений вид повісті в Шульца: немовби ненав'язлива розповідь про виховання, становлення людини, метою якої стало здійснення заповітної й високої мрії служіння одноплемінникам (як і в повісті «Ловець орлів»). Тут, мабуть, особливо цікавий драматичний шлях творіння нового всередині старих традицій, адже зі смертю Малої Видри, старого заманювача бізонів, таємниця його мистецтва відходить безповоротно, й Апаук змушений сам розгадувати секрет, пройшовши через безліч випробувань. Відзначимо тут увагу автора до жіночих персонажів: наприклад, він виділяв мужність бабусі, яку зустрічав в сім'ї Апаука; адже така багато в чому й історія Жінки-Кроу в «Моєму житті» та в інших творах Шульца. Американські видавці навіть вимагали, щоб автор замінив героїнь на героїв, вважаючи, що постраждав читацький інтерес і книжок не розкуплять.
Безумовно, одна з найкращих в Апікуні — повість «Помилка Самотнього Бізона» (1918), рельєфно змальована історія гордуна. В ній передусім дано урок способові життя білих — адже саме з ними пов'язане винищення бізонів, розкрадання природи, схиляння перед індивідуалізмом на шкоду громадському. І знову паралельно з лінією Самотнього Бізона проходить тема виховання, змужніння підлітка, одержання ним життєвої школи, та ж тема, що і в Джека Лондона, тема, кажучи словами Горького, «творчої сили волі». Одне слово, тема боротьби й утвердження людського в людині — вона завжди вабитиме читача до Апікуні.
Повість «Син племені навахів» (1927)— результат перебування Шульца в Аризоні. Не вміючи сидіти склавши руки, він уважно стежив за життям та побутом індіанців пуебло — хопі й піма. Він навіть узяв участь у розкопках доісторичних поселень у Касас Грандес і знайшов там дивовижну глиняну змійку — на загальну думку, найцікавішу знахідку сезону.

## Переклади творів
В 1940-х роках було перекладно повісті «Сінопа — маленький індіанець», «Заманювач бізонів», «Ловець орлів» та інші. На той час — російською. Вони неодноразово перевидавалися і неодмінно користувалися у читачів найширшою популярністю. Однак, на відміну від раніше опублікованих скорочених текстів, в українському виданні 1990 р. твори Шульца вперше надруковано в повному вигляді.
У 1962 році у видавництві «Веселка» вийшла повість «Серед Скелястих гір» про пригоди двох хлопчиків — білого та індійця — в Скелястих горах.
Книга «Ловець орлів» перекладена Володимиром Василюком українською 1990 року.